# ビリー・ジョー・アームストロング
ビリー・ジョー・アームストロング (英語: Billie Joe Armstrong、1972年2月17日 - ) は、アメリカ合衆国カリフォルニア州オークランド出身。パンク・ロックバンド、グリーン・デイのヴォーカリスト、ギタリスト。

## 来歴
1972年2月17日、アメリカ・カリフォルニア州オークランドに6人兄弟の末っ子として生まれる。父アンディーはジャズ・ミュージシャン兼トラック・ドライバー、母はレストランのウエイトレスであった。
ビリーは5歳の頃、小学校の先生の勧めで歌を始め、病院に行き、患者のために歌ったりしていた。「ルック・フォー・ラヴ」という曲を地元レーベルでレコーディングしている。
11歳の時、父からブルーと名付けられた、正しく青色のストラトキャスターを貰う。
1983年9月10日、ビリーが11歳の時に父が食道癌で亡くなる。母は、6人の子供を養うため、ウエイトレスの仕事を続ける。
12歳になり、ビリーは地元のミドルスクールに進学、そこでマイク・ダーントと出会う。10代の頃のビリーは、他の同世代と同じくメタルやハードロックを好んで聴いていたが、14～15歳の頃にセックス・ピストルズの「ホリデー・イン・ザ・サン」を聞いて以降パンクに傾倒していくこととなり、ハスカー・ドゥ、リプレイスメンツ、ラモーンズなどのバンドに影響を受ける。やがて地元の高校へと進学するが、1990年2月の18歳の誕生日を目前に音楽の道を志し、退学。マイクと共にグリーン・デイ前身のバンドとなるスウィート・チルドレンを結成。家出をし、共に自活するようになる。
その後、地元のレーベルのルックアウト・レコーズからCDを出すことになった。ビリーとマイクは、デモテープを手に社長と会う。その時社長は、どこのガキかも分からない彼らを、そう簡単には受け入れなかった。すると社長に「会社から200マイル離れた田舎の小屋で夜にオーディションするから、やる気があるなら来なさい。」と言われた。当時17歳だった2人は、それを信じてその小屋へ行った。しかし、小屋には鍵がかかっており、さらに雨も降っていた。仕方なく2人は鍵をぶち壊して中に入り、社長が驚くと思い2人は発電機を盗んできた。音は出せる状態だが照明が無いので近所のガキ12人を集めてロウソクを持たせた。そこに社長が現れ2人を見ると、まんまと騙したつもりだったのに逆に驚かされ、見事契約することができたという。だが、2011年12月にルックアウト・レコーズは廃業してしまう。

## 人物
- 1990年初め、ミネソタ州でのコンサートでアドリエナ・ネッサーと出会い、4年後の7月2日には結婚。現在は2児の父である。
- アドヴォケイト誌のインタビューで、「同性にも性的興味はある」と述べた。ただし、同性との性的経験はないとも発言している。
- バイセクシャルのアイコンと呼ばれることについて「良いね、誰かがそう呼んでくれるなんて超クールだ」と喜んでいる[5]。
- ザ・クラッシュのジョー・ストラマーを尊敬していると公言しており、「I Fought The Law」などをカヴァーしている。
- マイ・ケミカル・ロマンスのボーカルジェラルド・ウェイに、売り上げ増大による過度のプレッシャーについて相談されることがあった。そして、「世界は正当なロックを必要としてるんだ」と彼に言い、成功へ導いた。
- 父の死から2年後、母は再婚するが、ビリーとその兄弟は相手のことをひどく嫌っていた。

## 問題

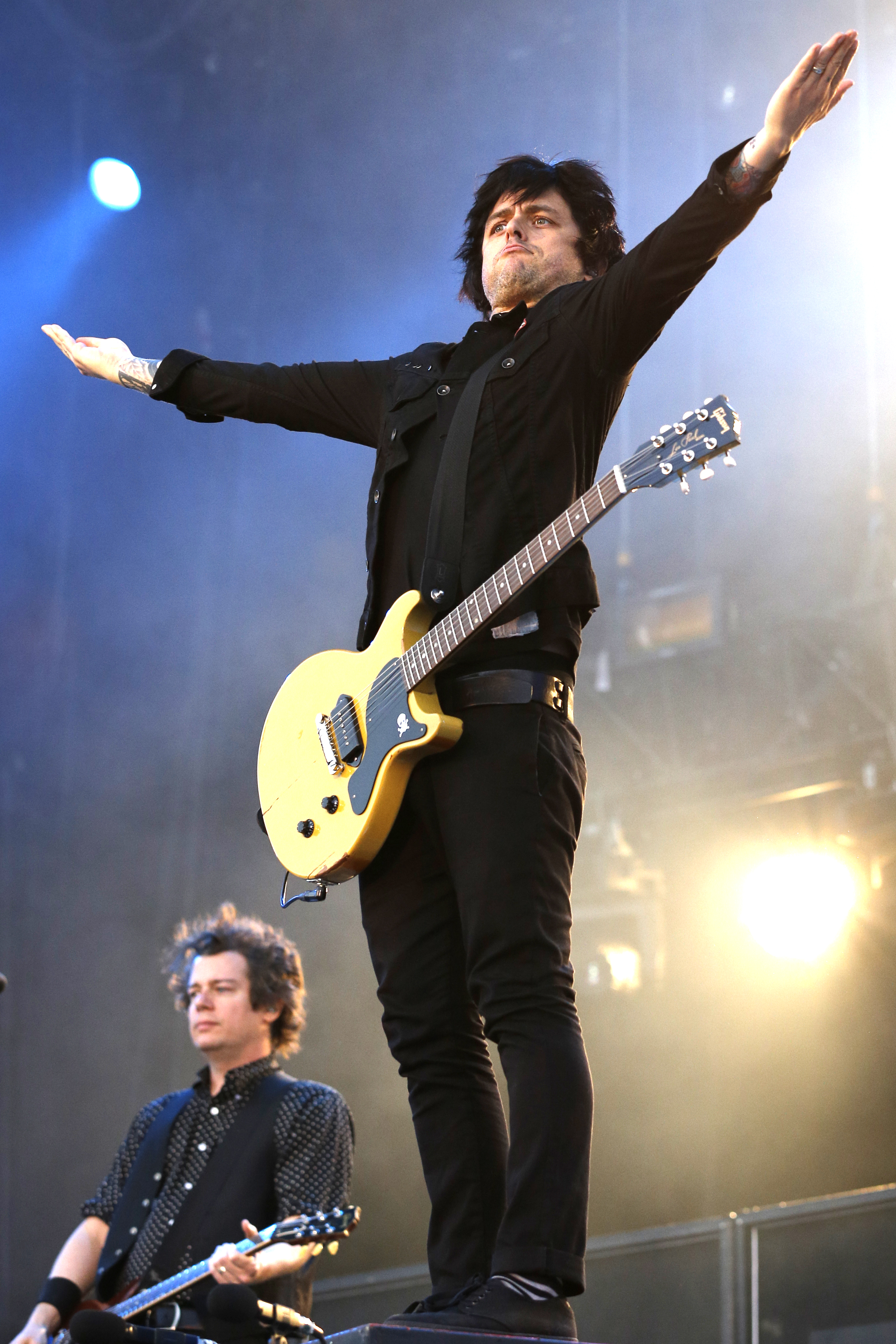
ロック・イン・パーク・フェスティバル (2013年）

2003年1月飲酒運転で警察に捕まっている。スピード違反で捕まり、そのとき吸気アルコール度数がカルフォルニア州基準の0.08%を越える0.18%であった。
2012年9月21日に、ラスベガスで開催されたiHeart Radio Music Festivalに出演。しかし、「バスケット・ケース」の演奏中に残り1分と表示されたモニターを見たビリーは、「残り1分、1分？ふざけるな。1分だって？俺はクソジャスティン・ビーバーじゃないんだ、クソ野郎」等とブチ切れ、「1分がどんなものか見せてやるよ」と言い放ち、ステージにギターを何度も叩きつけ壊し、観客を騒然とさせた。
その2日後の23日、ビリーがリハビリ施設に入院することをスポークスマンが発表した。バンドのオフィシャルサイトでは「グリーン・デイは、ラスベガスでのiHeart Radio Music Festivalで不愉快な思いをした人全員に謝罪します」と声明文が公開され、ビリーが入院するため、予定されていたプロモーション・イベントをいくつかキャンセル、延期すると発表された。
この頃のビリーはアルコールや睡眠薬への依存に歯止めが効かない状態だった事や、家族と共に過ごしている時間でさえ「死」について考える事が度々あったといい、ビリーが後に『人として基本的な部分が完全にダメになりつつあった』と語るほど深刻な状況であったという。

## 使用楽器
- ブルー - "Blue" - フェルナンデス製ストラトキャスタータイプ
- ギブソン・レスポール・ジュニア
- ギブソン・レスポール・スペシャル
- ギブソン・SG・スタンダード
- フェンダー・ストラトキャスター
- フェンダー・テレキャスター
- フェンダー・ジャズマスター
- グレッチ・ブラック・ファルコン
- ギルド・D-55
- テイラー・514C

また、ギブソンやエピフォンからレスポールジュニアのシグネイチャーモデルが発売されている。